# 石川由香里
石川 由香里（いしかわ ゆかり、1981年5月9日 - ）は、愛三岐地域を中心に活動する日本のフリーアナウンサー。

## 人物・経歴
愛知県刈谷市出身。血液型A型。愛知県立安城東高等学校を経て愛知大学現代中国学部卒業後、地元のケーブルテレビ局であるキャッチネットワークに入社し、アナウンサー・制作スタッフとして活動した。
その後2006年（平成18年）にとちぎテレビへ契約アナウンサーとして移籍し、3年間勤務。期間満了後再び帰郷し、現在は地元を中心にキャスター・パーソナリティ・リポーターとして活動した。
2018年3月より2023年9月まで、かつてMCとして出演歴のある東海ラジオにレポートドライバーとして起用されていた。
- 趣味：スノーボード。自力整体。ヨガ。おもちゃのコレクション。買い物。
- 特技：チアダンス。中国語。絶対音感。
- モットー：負けず嫌い
- 好きな食べ物：チョコレート。焼肉。

## 過去の主な出演番組
- イブニング6 (とちぎテレビ)
- 〜Road to J〜 SC一枚岩 (とちぎテレビ)
- ダイヤモンドドルフィンズTV　(スターキャット・ケーブルネットワーク）
- チア・スポ(東海ラジオ)
- EVENING COASTER　(レディオキューブ・FM三重)
- Beat Stream　(ラジオラブィート・エフエムとよた)
- Pitch Beat Street 838　(ピッチエフエム・エフエムキャッチ)
- 東海ラジオのレポートドライバー中継（「飛び込みマイク」→「DRIVER'S REPORT」）

## 出版
- EX35＋　vol.1（光文社発行　2007年1月5日増刊号）
- CREA　2008年8月号（文藝春秋発行　2008年8月1日発行）
- Hanako　2008年1月号（マガジンハウス発行　2008年1月10日増刊号）
- もんみや　2008年3月号、同5月号（新朝プレス発行）